# Johann Diedrich Schaffshausen

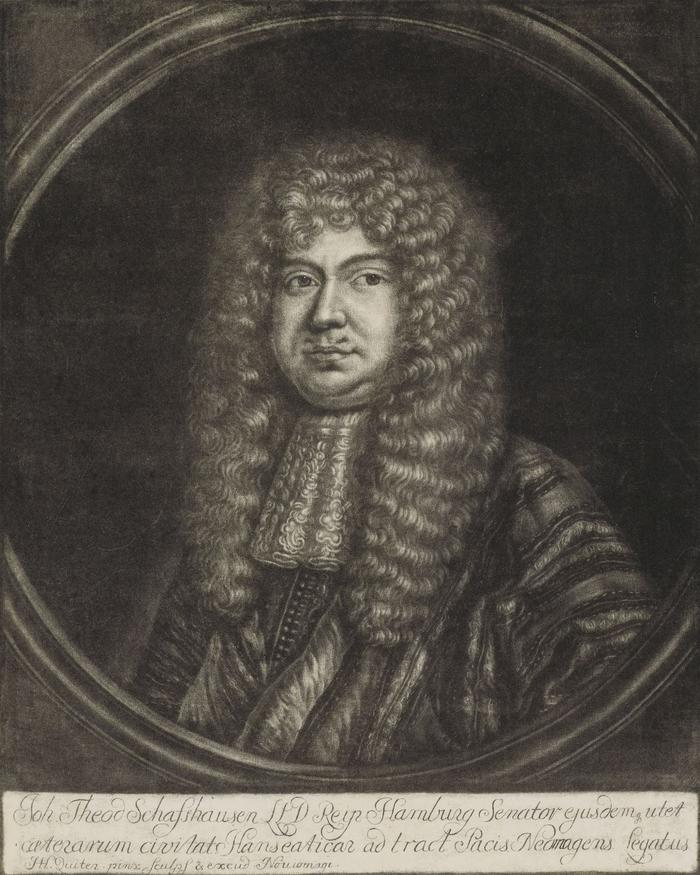
Johann Diedrich Schaffshausen (Porträt von Herman Hendrik de Quiter)

Johann Diedrich Schaffshausen (* 26. März 1643 in Hamburg; † 10. November 1697 ebenda) war ein deutscher Jurist, Amtmann in Ritzebüttel, Ratsherr und Bürgermeister von Hamburg.

## Leben und Wirken
Nach seiner Schulbildung an der Gelehrtenschule des Johanneums und dem Akademischen Gymnasium in Hamburg studierte Schaffshausen, nachdem er bereits im Juni 1658 an der Universität Rostock immatrikuliert wurde, ab 1663 Jurisprudenz an der Universität Helmstedt, wo er 1666 unter Enoch Gläser (1628–1668) eine Disputation hielt. Im folgenden Jahr promovierte er zum Doktor der Rechte an der Universität Basel. Nach seinem Studium bereiste er Italien, Frankreich und die Niederlande.
Am 17. März 1677 wurde Schaffshausen zum Hamburger Ratsherrn gewählt und wurde als solcher noch im selben Jahr Amtmann in Ritzebüttel. Der Amtmann des Hamburger Außenpostens wurde auf sechs Jahre gewählt, doch bereits im nächsten Jahr wurde Schaffshausen mit dem Ratsherrn und späteren Bürgermeister Heinrich Meurer zu dem Friedenskongreß nach dem Holländischen Krieg nach Nimwegen geschickt. Er vertrat hier erfolgreich die Interessen Hamburgs und der weiteren Hansestädte, welche in einem Artikel des Friedens von Nimwegen festgeschrieben wurden.
Während der Unruhen um Hieronymus Snitger (1648–1686) und Cord Jastram (1634–1686) reiste Schaffshausen im Jahr 1685 mit dem Ratsherrn und späteren Bürgermeister Hieronymus Hartwig Moller (1641–1702) an den kaiserlichen Hof nach Wien, um die Streitigkeiten zwischen der Hamburgischen Bürgerschaft und dem Hamburger Rat zu erläutern. Hier wurden beide von dem Cellischen Hofrat und Gesandten Asche Christoph von Marenholtz (1645–1713) öffentlich beleidigt und angegriffen. Marenholtz fiel daraufhin bei Kaiser Leopold I. (1640–1705) in Ungnade und musste seine diplomatische Karriere beenden. Moller und Schaffshausen kehrten erst nach Hamburg zurück, als Dänemark am 26. August 1686 Hamburg angegriffen hatte, dieser Angriff aber mit Unterstützung von den Cellern abgewehrt werden konnte und nachdem die Unruhestifter Snitger und Jastram am 4. Oktober 1686 hingerichtet worden waren.

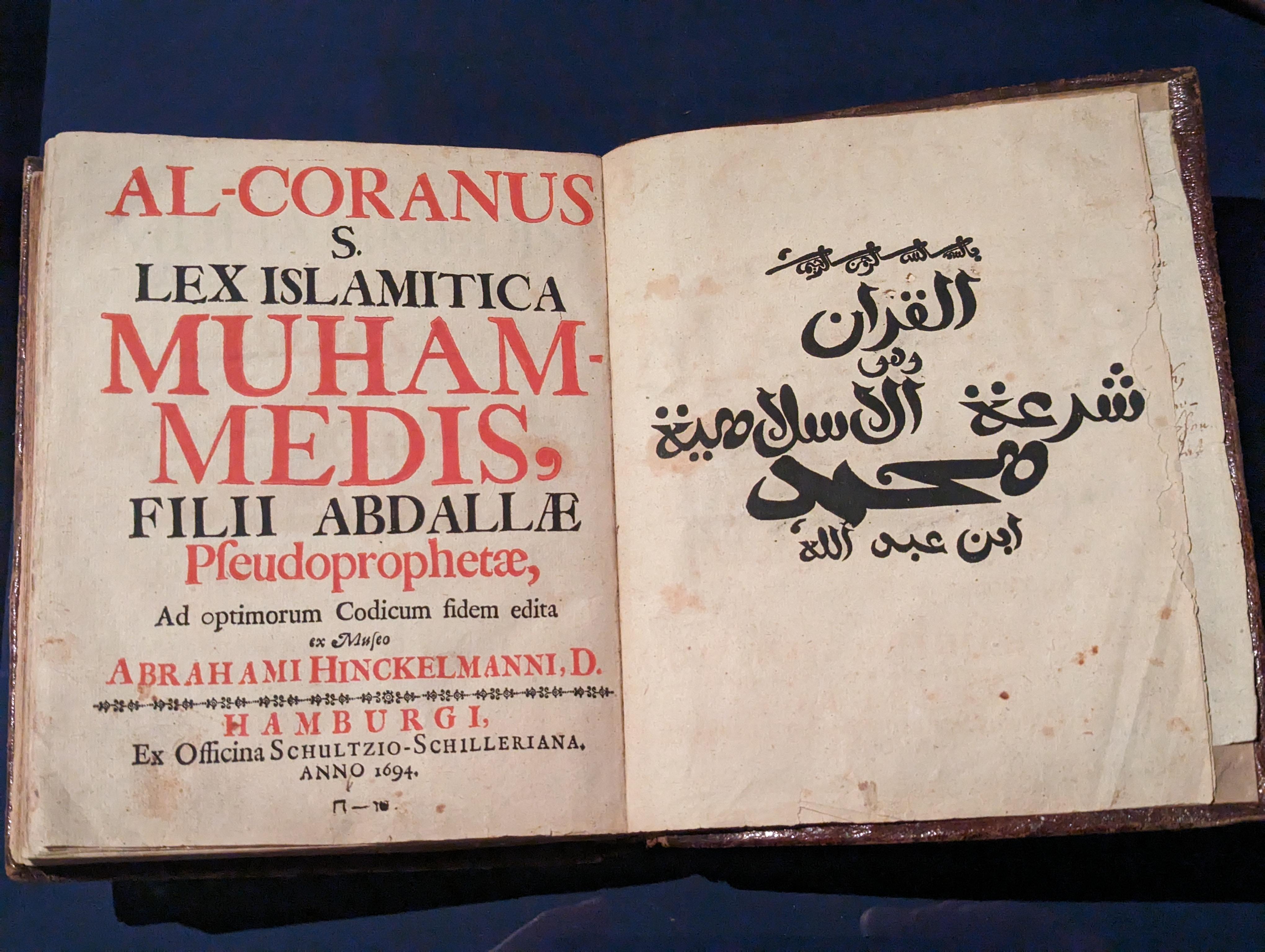
Al-Coranus (1694)

Während seines Aufenthalts in Wien erwarb Schaffshausen eine arabische Handschrift des Korans und nahm diese mit nach Hamburg. Der Orientalist und Hauptpastor an der Hauptkirche Sankt Katharinen in Hamburg Abraham Hinckelmann (1652–1695) ließ 1694 diese Handschrift in lateinischer und arabischer Sprache drucken. Es handelt sich dabei um die allererste gedruckte vollständige Ausgabe des Korans.
Am 22. Juli 1690 wurde Schaffshausen als Nachfolger des verstorbenen Heinrich Meurer zum Bürgermeister gewählt. Dieses Amt verwaltete er bis zu seinem Tod. Peter von Lengerke (1651–1709) wurde sein Amtsnachfolger als Bürgermeister. Auf Schaffshausens Tod wurde ein Bürgermeisterpfennig geprägt.
Als Inhaber der großen Comitive hatte Graf Christian Wilhelm von Schwarzburg Schaffshausen im Jahr 1696 zum kaiserlichen Hofpfalzgrafen ernannt.

## Familie
Schaffshausen war ein Sohn des sachsen-lauenburgischen Geheimrats und Kanzlers Nicolaus Schaffshausen (1599–1657) aus dessen 1640 geschlossener zweiten Ehe mit Elisabeth Wetken (1621–1692), Tochter des Lizenziaten Erasmus Wetken (1589–1639).
Schaffshausens Halbbruder aus der ersten Ehe seines Vaters mit Anna Elisabeth Beckmann († 1637), Tochter des Wittenberger Professors Lucas Beckmann (1571–1624), war der Hamburger Ratsherr Lucas Conrad Schaffshausen (1624–1657).
Von seinen anderen Brüdern war Johann Wilhelm Schaffshausen († 1711, auch Johann Wilhad Schaffshausen) Major der Hamburger Garnison und heiratete 1694 in zweiter Ehe Anna Catharina geb. Wetken, die Witwe des 1686 hingerichteten Hieronymus Snitger. Ein weiterer Bruder Julius Hinrich Schaffshausen (1647–1715) wurde erst Ratssekretär, später Ratssyndicus und Ratsherr in Hamburg.
Am 16. Februar 1674 heiratete Schaffshausen Agatha Beckmann, Tochter von Barthold Beckmann (1621–1672) und Urenkelin des Bürgermeisters Barthold Beckmann (1549–1622). Von den Kindern wurde Nicolaus Lucas Schaffshausen (1677–1747) Hamburger Ratssekretär und Protonotar, Anna Catharina (1674–1729) heiratete 1693 den Ratsherrn Henning Lochau (1664–1722) und Margaretha Elisabeth 1714 den Ratssyndicus Johann Schlüter (1682–1760).

## Werke
- Dissertatio juridica de Thesauro. Henning Müller, Helmstedt 1666, OCLC 45977189 (diglib.hab.de [abgerufen am 9. Januar 2015]).
- Disputatio jurid. inauguralis de cessione bonorum. Johann Jacob Decker, Basel 1667, OCLC 609709654 (resolver.sub.uni-goettingen.de [abgerufen am 9. Januar 2015]).
- Nobilißimo Consultißimo Viro Dn. Henrico Gieseberto, JCto Celeberrimo Justiniani Harmonice Auctori Fautori atque Amico honoratissimo. In: Heinrich Giesebert (Hrsg.): Justinianus Harmonicus. Gottfried Jäger, Lübeck 1670, OCLC 247443339 (books.google.de [abgerufen am 9. Januar 2015]).